# Elaphria pectinata
Elaphria pectinata là một loài bướm đêm trong họ Noctuidae.